# Uchaud
Uchaud är en kommun i departementet Gard i regionen Occitanien i södra Frankrike. Kommunen ligger i kantonen Rhôny-Vidourle som tillhör arrondissementet Nîmes. År 2022 hade Uchaud 4 824 invånare.

## Befolkningsutveckling
Antalet invånare i kommunen Uchaud
Referens:INSEE